# Tierpark Chemnitz
De dierentuin van Chemnitz of Tierpark Chemnitz is een dierentuin in de Duitse stad Chemnitz. De dierentuin is 10 hectare groot en huisvest ongeveer 200 diersoorten, waaronder verschillende bedreigde diersoorten.

## Geschiedenis

### Voorgeschiedenis
Het gebied waar de dierentuin is gehuisvest had begin 20e eeuw al een dierentuin aan de Blankenauer Straße. Een lokale herbergier begon daar een dierentuin, maar deze hield maar enkele jaren stand. Een tweede poging vond plaats tussen 1924 en 1930 onder de naam Filiale des Leipziger Zoos in Chemnitz, wat later omgedoopt werd naar Zoologischer Garten Chemnitz. Tussen het centraal station en de Theaterstraße waren diverse uitgeleende tentoonstellingen van de dierentuin van Leipzig te bewonderen, waaronder giraffen, leeuwen, struisvogels, een chimpansee, een neushoorn, antilopen, zeeleeuwen, beren en een luiaard. Deze tentoonstelling maakte het voor inwoners van Chemnitz mogelijk om in die tijd een dierentuin te bezoeken zonder naar Dresden of Leipzig te hoeven reizen. Tijdens de Tweede Wereldoorlog beschikte de restaurant Pelzmühle over een zogenaamde apenpaviljoen, waar een groep resusapen leefde.

### Huidige dierentuin
Begin jaren 60 werd de eerste steen gelegd van de huidige dierentuin in een kleine, moerassige bos bij de Pelzmühle. De dierentuin opende haar deuren in juni 1964 met aanvankelijk voornamelijk huisdieren, inheemse diersoorten en enkele apen. In de jaren na de opening nam het aantal diersoorten toe, met in 1975 een aantal diersoorten uit de Sovjet-Unie, zoals kulans en Siberische tijgers. In de jaren 90 werd de dierentuin omgevormd tot natuurreservaat en werd de focus vooral gelegd op bedreigde diersoorten uit verschillende continenten. Hierbij werd de dierentuin uitgebreid, verschillende verblijven gerenoveerd en verschillende faciliteiten bijgebouwd. In 1993 werd de amfibieën-collectie van het Naturhistorischen Museum Schleusingen toegevoegd aan de dierencollectie. Hiervoor werd in 1996 de voormalige paardenstal omgebouwd tot vivarium. Sinds 1995 maakt het wildreservaat Oberrabenstein, waar verschillende Europese diersoorten leven, ook deel uit van de dierentuin.
In 2002 werd een voormalig fabrieksgebouw omgebouwd tot tropische hal. In 2018 werd de Masterplan 2030+ opgesteld en goedgekeurd, waarbij in de loop der jaren verschillende verblijven en faciliteiten worden gerenoveerd. In 2020/2021 werd het voormalige leeuwenverblijf omgebouwd tot verblijf voor gevlekte hyena's. Anno 2025 neemt de dierentuin deel aan 28 fokprogramma's van de EEP.

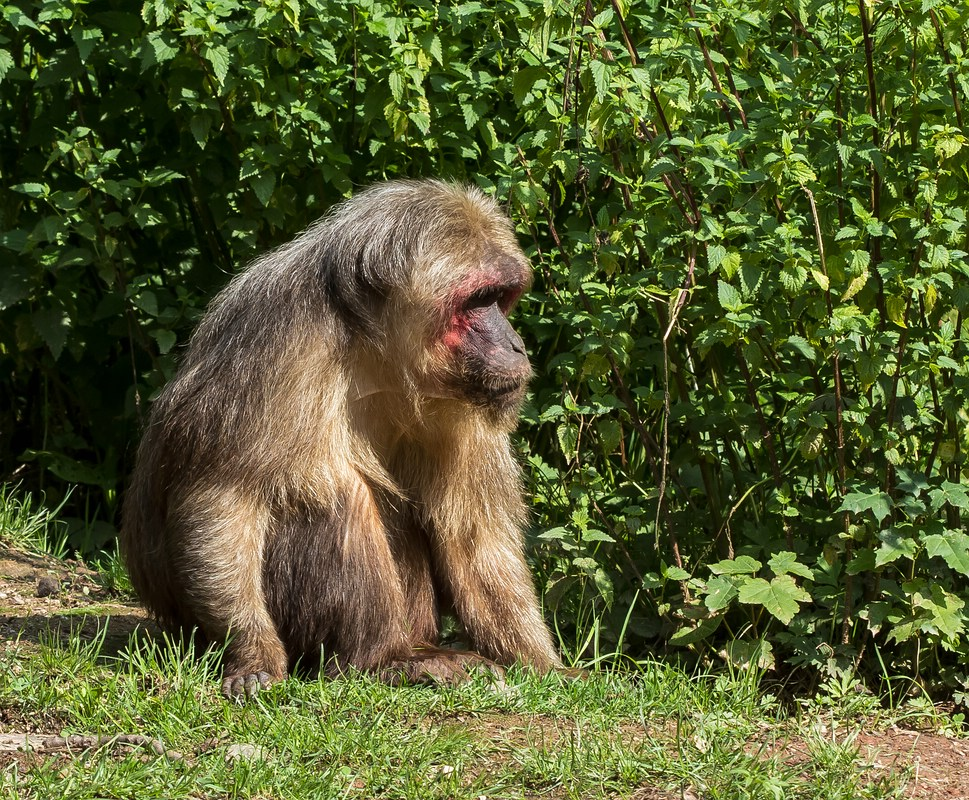
Beermakaak
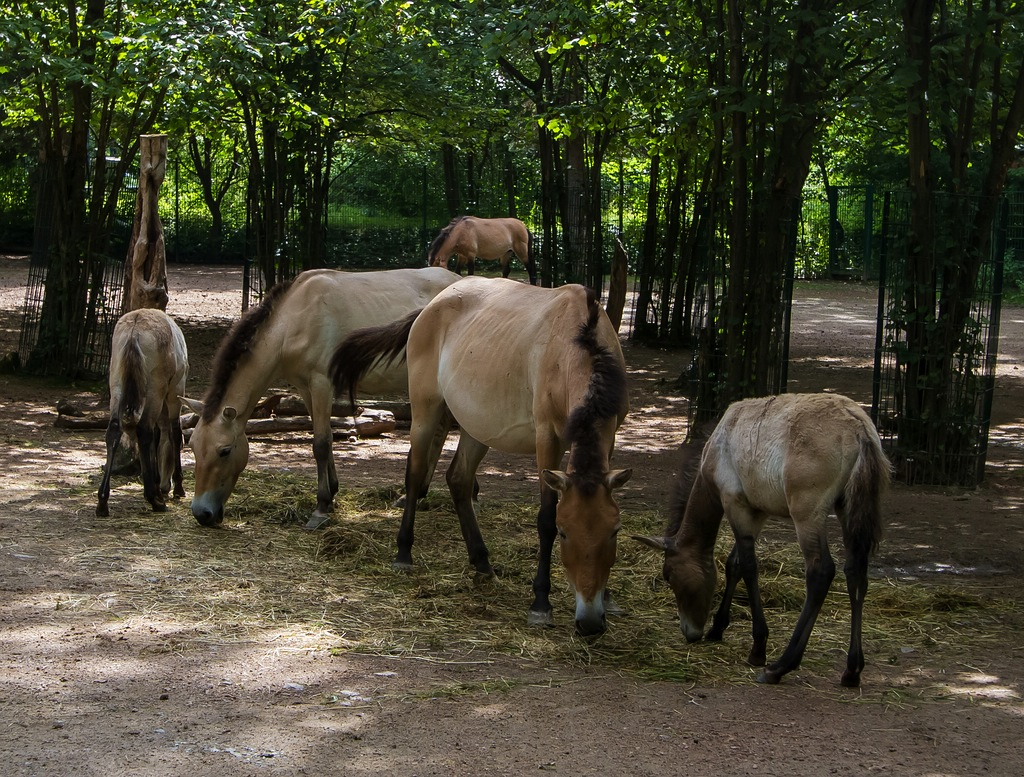
Przewalskipaarden
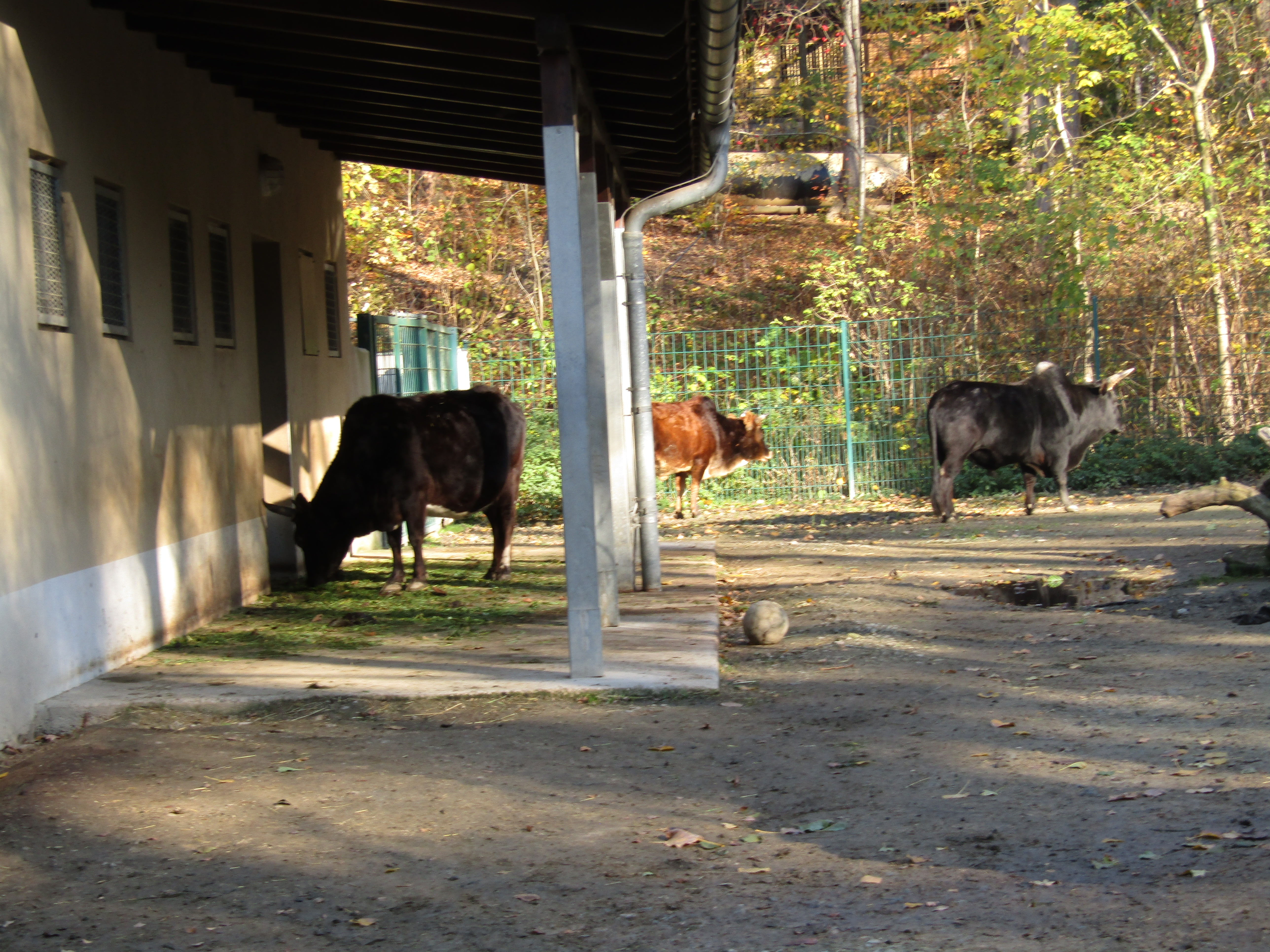
Verblijf van de dwergzeboe's
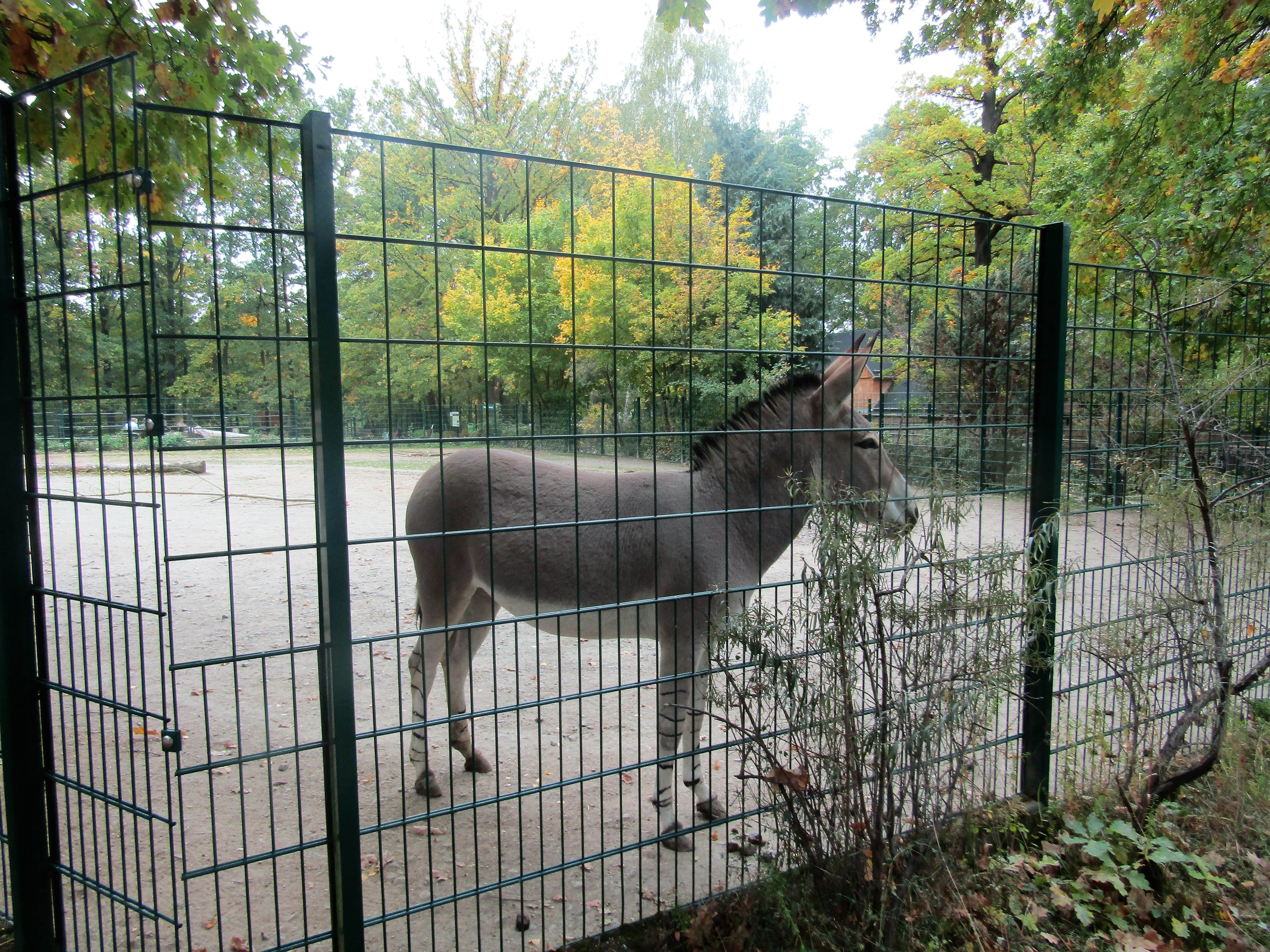
Somalische wilde ezel
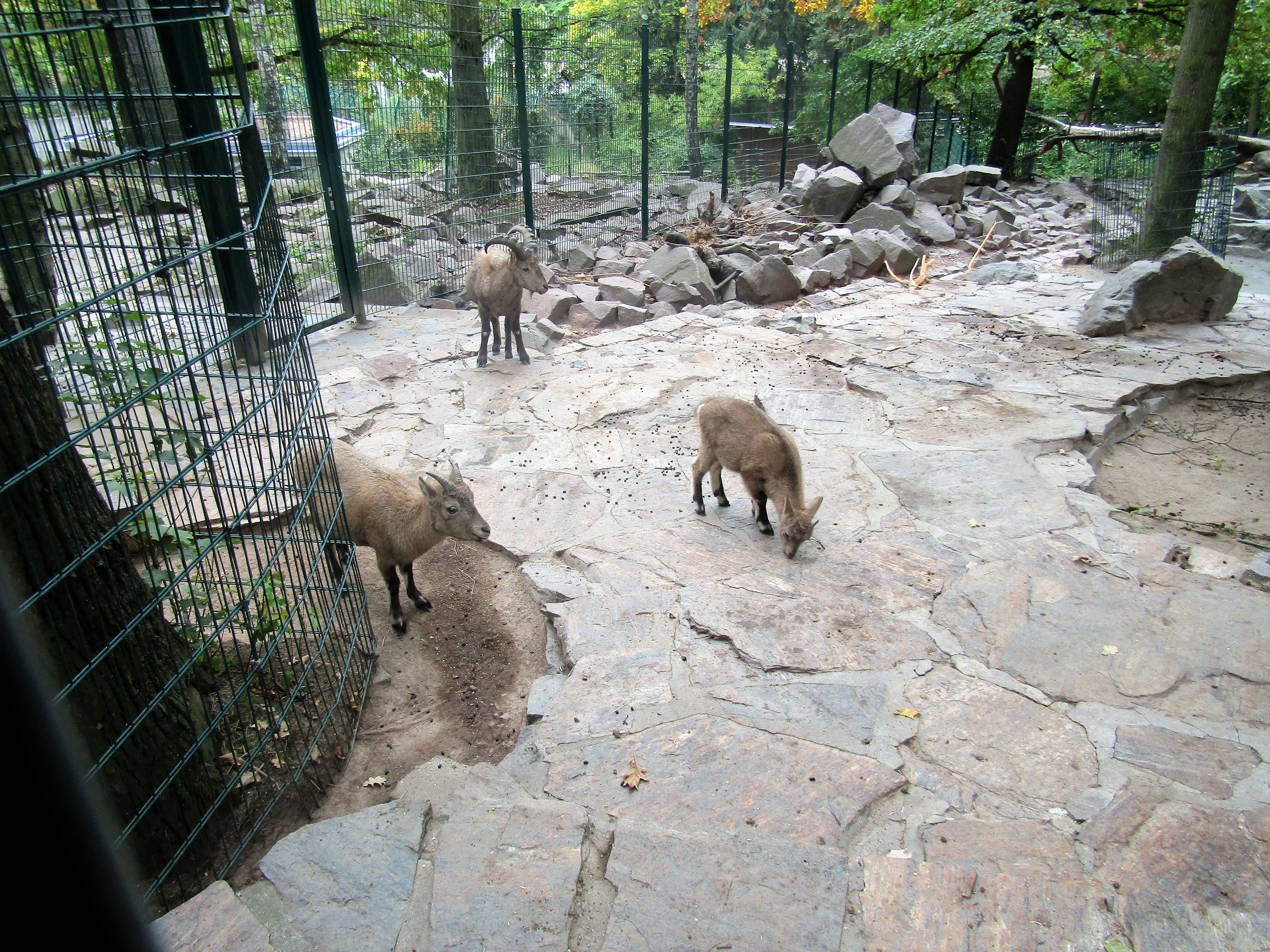
West-Kaukasische toer